# Cerdorhinus parvidens
Cerdorhinus parvidens è un terapside estinto, appartenente ai gorgonopsi. Visse nel Permiano superiore (circa 260 - 254 milioni di anni fa) e i suoi resti fossili sono stati ritrovati in Sudafrica.

## Descrizione
Questo animale è noto solo per un cranio incompleto e di provenienza sconosciuta, ed è quindi impossibile ricostruirne l'aspetto complessivo. Da raffronti con altri animali simili e meglio conosciuti, come Lycaenops, si suppone che Cerdorhinus fosse un carnivoro di dimensioni medio-piccole, con zampe snelle e artigliate. Il cranio era lungo e piuttosto stretto, dal muso allungato. Erano presenti alcuni denti incisiviformi appuntiti nella premascella, un lungo canino e cinque denti postcanini molto piccoli. Le ossa frontali formavano una parte del margine delle orbite.

## Classificazione
Cerdorhinus parvidens venne descritto per la prima volta da Robert Broom nel 1936, sulla base di un cranio incompleto di provenienza sconosciuta, in ogni caso del Permiano superiore del Sudafrica. Al genere Cerdorhinus venne poi ascritta un'altra specie, C. rubidgei, successivamente attribuita al genere Cyonosaurus (Gebauer, 2007).
Cerdorhinus era un rappresentante dei gorgonopsi, un gruppo di terapsidi dalle abitudini carnivore e tipici del Permiano superiore. 